# Katádfa, Baranya
Katádfa este un sat în districtul Szigetvár, județul Baranya, Ungaria, având o populație de 184 de locuitori (2011). 

## Demografie
Componența etnică a satului Katádfa
     Maghiari (81,29%)
     Romi (18,71%)
Componența confesională a satului Katádfa
     Romano-catolici (40,76%)
     Fără religie (19,02%)
     Reformați (11,41%)
     Necunoscută (28,8%)
Conform recensământului din 2011, satul Katádfa avea 184 de locuitori. Din punct de vedere etnic, majoritatea locuitorilor (81,29%) erau maghiari, cu o minoritate de romi (18,71%). Nu există o religie majoritară, locuitorii fiind romano-catolici (40,76%), persoane fără religie (19,02%) și reformați (11,41%). Pentru 28,8% din locuitori nu este cunoscută apartenența confesională.